# Баєвка (Калінінградська область)
Баєвка (рос. Баевка) — селище Гур'євського міського округу, Калінінградської області Росії. Входить до складу Добринського сільського поселення.
Населення — 112 осіб (2015 рік).

## Населення
| 2002 | 2010 |
| ---- | ---- |
| 78   | ↗112 |